# Gyrinophilus palleucus
Gyrinophilus palleucus és una espècie d'amfibi urodel de la família Plethodontidae que habita a Amèrica del Nord.

## Distribució
Aquesta espècie és endèmica al centre dels Estats Units. Es presenta:
- Al centre de Tennessee
- Al nord-oest de Geòrgia
- Al nord d'Alabama

## Hàbitat
Els seus hàbitats naturals són en l'interior de karsts i coves.
Està amenaçada per la pèrdua d'hàbitat.